# Jean-Baptiste Louis Gros
Jean-Baptiste Louis Gros (Ivry-sur-Seine, 8 februari 1793 - Parijs, 17 augustus 1870) was een Frans diplomaat, politicus, fotograaf en kunstschilder ten tijde van het Tweede Franse Keizerrijk.

## Biografie
Gros trad in 1823 toe tot de diplomatieke dienst. Na een diplomatieke post in Mexico was hij zaakgelastigde in Bogota van 1837 tot 1844, op het moment dat daar een burgeroorlog woedde. In 1849 was hij in Londen om de Franse interventie tegen de Romeinse Republiek te bespreken. En in 1850 was hij gevolmachtigd minister in Athene om de geschillen tussen Griekenland en Engeland te helpen oplossen. Tussen 1857 en 1858, ten tijde van de Tweede Opiumoorlog, was hij de Franse ambassadeur in Japan. Hij ondertekende mee het Verdrag van Tianjin dat een einde maakte aan de oorlog in China. In 1860 sloot hij in Edo het vriendschaps- en handelsverdrag tussen Frankrijk en Japan af, waardoor beide keizerrijken hun diplomatieke banden versterkten. Van 1862 tot 1863 was hij de Franse ambassadeur in Londen. In 1865 trad hij uit de diplomatieke dienst en ging hij op pensioen.
Op 20 september 1858 werd Gros door keizer Napoleon III benoemd tot senator. Hij zou in de Senaat blijven zetelen tot zijn overlijden in 1870.
In 1829 kreeg Gros de adellijke titel van baron. In 1839 werd hij ridder in de Orde van Sint-Jacob van het Zwaard. In 1861 werd hij onderscheiden met het grootkruis in het Legioen van Eer.
Gros legde zich tevens toe op daguerreotypie en op de schilderkunst. In 1854 was hij een van de oprichters van de Société française de photographie.